# طایفه لجعی
لجعی (لجه‌ای)لجئی  یکی از طایفه های بلوچ چاغی است
خاندان لجه‌ای بدوزهی
خاندان لجه‌ای بدوزهی یکی از خاندان‌های تاریخی بلوچ با ریشه‌ای عرب‌تبار و منسوب به سادات است که در منطقهٔ چاغی واقع در بلوچستان پاکستان سکونت دارند. بنابر روایت‌های شفاهی و اسناد محلی، این خاندان از قرن سوم هجری قمری در تحولات سیاسی، اجتماعی و ارضی منطقه نقش مؤثری ایفا کرده‌اند. آنان با حکومت‌های مختلفی همچون غزنویان، خان قلات و دیگر حکومت‌های محلی بلوچ در ارتباط بوده‌اند.
ریشهٔ نسب و دیدگاه‌ها
پایبندی به حفظ شجره‌نامه و نسب در میان قوم بلوچ، از سنت‌های دیرینه است. خاندان لجه‌ای بدوزهی نیز از این قاعده مستثنی نیستند و اغلب نسب‌نامه‌های آن‌ها به یکی از نوادگان "میرحسن" می‌رسد. دربارهٔ تبار اصلی این خاندان، دیدگاه‌های مختلفی مطرح شده است:
انتساب به حضرت حمزه
برخی منابع محلی و غیرمعتبر، خاندان را به حمزه سیدالشهدا منسوب دانسته‌اند. با این حال، از آن‌جا که منابع معتبر تاریخی بقای نسلی از حضرت حمزه را تایید نمی‌کنند، این ادعا مردود تلقی می‌شود.
انتساب به حضرت عمر بن خطاب
روایتی دیگر، با تکیه بر سندی ضعیف، خاندان را از نسل خلیفه دوم می‌داند؛ اما این دیدگاه نیز از منظر تاریخی و نسب‌شناسی قابل پذیرش نیست.
انتساب به امام حسن مجتبی
بر پایهٔ برخی اسناد و نسب‌نامه‌ها، این خاندان از سادات فاطمی و منسوب به امام حسن مجتبی دانسته شده‌اند. اشتراک چهار نسل ابتدایی نسب‌نامه با خاندان سید بلانوش، این دیدگاه را تقویت می‌کند، هرچند برای اثبات آن نیاز به اسناد دقیق‌تر وجود دارد.
تاریخچهٔ سیاسی و اجتماعی

منطقهٔ چاغی طی بیش از هزار سال گذشته، بستر تحولات گسترده‌ای بوده که خاندان لجه‌ای بدوزهی نیز در بسیاری از آن‌ها نقش داشته‌اند.
تأسیس حکومت شیث لجه (۲۵۰ هجری قمری)
در حدود سال ۲۵۰ هجری قمری، امیر عبدالشیث مشهور به شیث لجه، فرزند شاه‌پور، حکومت محلی مستقلی در چاغی بنیان نهاد. او از خاندان لجه‌ای و از نوادگان اعراب مهاجر بود. بر اساس زبان‌شناسی محلی، نام "لجه" تغییر یافتهٔ "لاهیجی" است که در گویش بلوچ به "لجهی"، "لجه‌ای" یا "لیجی" تبدیل شده است. شیث لجه‌ای با دعوت خاندان‌هایی مانند سید بلانوش، دوکوهگی و ماندا، اتحاد سیاسی میان قبایل عرب‌تبار را ایجاد کرد.
مشارکت در لشکرکشی محمود غزنوی (۳۹۱ هجری قمری)
در لشکرکشی محمود غزنوی علیه هندوان در سال ۳۹۱ هجری، قبایل منطقهٔ چاغی مشارکت داشتند. دو فرمانده محلی به‌نام‌های بدوخان و صدوخان در این نبرد کشته شدند. فداکاری آن‌ها در سنت شفاهی بلوچ‌ها به‌عنوان نمونه‌ای از وفاداری دینی ثبت شده است.
تهاجم تیمور و فروپاشی حکومت لجه‌ای
حملهٔ تیمور لنگ به چاغی، نقطهٔ پایانی برای حکومت لجه‌ای‌ها بود. در این تهاجم، شمار زیادی از ساکنان عرب‌تبار منطقه، عمدتاً از نسل شیث لجه، جان باختند. با این واقعه، حکومت محلی پس از چند قرن از هم فروپاشید.
پیدایش حکومت خان قلات
در پی سقوط حکومت لجه‌ای، ساختار قدرت جدیدی در قالب خان قلات شکل گرفت. این حکومت که از منطقهٔ خاران برخاسته بود، چاغی را نیز در قلمرو خود قرار داد. در این دوره، آخرین بازمانده خاندان لجه‌ای، میرحسن، هنوز مالک عمدهٔ زمین‌های منطقه بود. با مرگ او، توازن قدرت محلی دستخوش دگرگونی شد.
مهاجرت، وصلت با سنجرانی‌ها و تغییرات قبیله‌ای
پس از مرگ میرحسن، بسیاری از فرزندان وی به دلایل نامشخصی از منطقه کوچ کردند. تنها فرزند ارشد او، سردار بجارخان، که با خاندان سنجرانی وصلت کرده بود، در منطقه ماندگار شد. او با ۷۰ خانوار به طور موقت مهاجرت کرد و زمین‌ها را به صورت امانت در اختیار سنجرانی‌ها گذاشت. پس از بازگشت، مرزهای قبیله‌ای به‌دلیل خویشاوندی و اشتراک منافع تضعیف شد.
بروز اختلافات در نسل‌های بعدی

در نسل‌های پس از بجارخان، اختلافات بر سر مالکیت زمین و رهبری میان نوادگان لجه‌ای و سنجرانی بروز کرد. این تعارضات که در برخی موارد تا امروز نیز ادامه دارد، ریشه در عدم ثبت رسمی املاک و مهاجرت‌های بدون سند دارد.
---
موقعیت جغرافیایی و اهمیت راهبردی چاغی
چاغی، بزرگ‌ترین ناحیهٔ پاکستان از نظر مساحت، در شمال‌غرب ایالت بلوچستان واقع شده و با کشورهای ایران و افغانستان هم‌مرز است.  بلوچ‌ها قوم غالب این ناحیه را تشکیل می‌دهند و ساختار اجتماعی آن همچنان متأثر از پیوندهای قبیله‌ای و تاریخی است.
---
نتیجه‌گیری
تاریخ خاندان لجه‌ای بدوزهی درهم‌تنیده با تحولات اجتماعی، سیاسی و ژئوپلتیک منطقهٔ چاغی است. شناخت گذشتهٔ این خاندان، نمایی از تاریخ اقوام عرب‌تبار مهاجر و نقش آنان در ساختار اجتماعی بلوچستان را ترسیم می‌کند. بررسی دقیق‌تر اسناد و تبارنامه‌ها، می‌تواند به روشن‌تر شدن جایگاه تاریخی این خاندان و نیز حل منازعات معاصر در منطقه کمک کند.
بررسی تاریخی نام‌گذاری خاندان لجه‌ای بدوزهی و شخصیت‌های تأثیرگذار در شکل‌گیری آن 

مقدمه
خاندان لجه‌ای بدوزهی یکی از خاندان‌های ریشه‌دار و صاحب‌نفوذ در منطقه بلوچستان (چاغی و نواحی اطراف) است که پیشینه‌ای چندصدساله دارد. بررسی تاریخی این خاندان از طریق اسناد مکتوب، اقوال معتبر و تحقیقات میدانی در حال انجام است و نتایج آن به همت گروه تحقیقاتی خاندان لجه‌ای بدوزهی در قالب کتابی مستقل در دست تدوین می‌باشد. در این نوشتار، به اختصار به تبیین علت نام‌گذاری این خاندان و شخصیت‌های کلیدی تأثیرگذار در این فرایند پرداخته می‌شود.
۱. علت نام‌گذاری "لجه‌ای"
عنوان "لجه‌ای" در اصل صورت دگرگون‌شده‌ی واژه‌ی "لاهیجی" یا "لاهیجانی" است که به نسبت سکونت این خاندان در شهر لاهیجان اطلاق شده است. طبق اسناد تاریخی، این خاندان برای مدتی در لاهیجان ساکن بوده‌اند و سپس به دلایلی نظیر شرکت در جهاد و هجرت نظامی، به سوی بلوچستان (منطقه چاغی) کوچ کرده‌اند. در گویش محلی بلوچ، واژه‌ی "لاهیجانی" به "لجه‌ای" تغییر یافته و در گذر زمان تثبیت شده است.
۲. علت نام‌گذاری "بدوزهی"
عنوان "بدوزهی" به نسبتی بازمی‌گردد که خاندان به برهان‌الدین معروف به بدوخان دارند. بدوخان از نوادگان امیر عبدالشیث و میان حیات خان بوده و هر دو تن نیز با لقب "لجه‌ای" شناخته می‌شده‌اند.
بدوخان، از فرماندهان و سپه‌سالاران دوره‌ی سلطان محمود غزنوی بوده که در جهاد با هندوها شرکت داشته و به مقام شهادت نائل شده است. به همین جهت، شاخه‌ای از خاندان لجه‌ای، به احترام و انتساب به این شخصیت تاریخی، با عنوان "بدوزهی" شناخته شده‌اند.
۳. شخصیت‌های کلیدی خاندان و شاخه‌های منشعب
الف) میرحسن
یکی از چهره‌های برجسته و سیاسی این خاندان، میرحسن نام دارد که حدود سال‌های ۹۶۰ تا ۱۰۳۰ هجری قمری، در دوران حکومت خان قلات می‌زیسته است. او از نوادگان امیر عبدالشیث و میان حیات خان و بدوخان به شمار می‌رود. میرحسن دارای هفت پسر و دو دختر بوده و طوایف گوناگونی از نسل وی منشعب شده‌اند:
۱. مزار و ۲. رمضان: نسل این دو فرزند همچنان با نام لجه‌ای شناخته می‌شوند.
۳. سردار بجار خان (فرزند ارشد میرحسن): نسل وی با نام بدوزهی شناخته شده‌اند.
۴. باجی: نسل او به نام باجی‌زهی مشهور شده و هرچند بخشی از این طایفه با میَنگَل‌ها در منطقه نوشکی ادغام شده‌اند، اما چهره‌هایی مانند سردار غلام‌محمد باجی‌زهی، تاریخ‌دان و فعال حقوق بشر، خود را به‌روشنی فرزند میرحسن می‌دانند.
۵. باصل: نسل او با سایر طوایف درآمیخته است.
۶. جانل: نسل او به جانلوزهی معروف شده‌اند. این نام در میان طوایف مختلفی از جمله شاهوزهی‌ها، نهتانی‌ها، مومدزهی‌ها و میَنگَل‌ها دیده می‌شود. بخشی نیز خود را مستقیماً از فرزندان میرحسن و برادر لجه‌ای بدوزهی می‌دانند. بررسی دقیق‌تر این نسبت تاریخی نیازمند پژوهش مستقل توسط خود تیره‌های جانلوزهی است.
۷. باطیل: نسل او منشأ سه طایفه معتبر شده است:
شاهوزهی
عالیزهی
نصرویی
اسناد معتبر تاریخی، اعم از متون مربوط به دوره‌ی خان قلات و دست‌نوشته‌هایی با قدمت بیش از یک تا دو قرن، این انتساب را تأیید می‌نمایند. با این حال، از این سه طایفه نیز انتظار می‌رود که پژوهش‌های دقیق‌تری برای تثبیت ریشه‌ی نَسَبی خود انجام دهند.
۴. موضع پژوهشی و روش‌شناسی
تمامی مطالب ارائه‌شده، مبتنی بر اسناد موجود و بررسی‌های گروه تحقیقاتی خاندان لجه‌ای بدوزهی است. با این حال، همان‌گونه که رعایت امانت‌داری تاریخی از اصول اصلی پژوهش است، اگر اسناد و مدارکی جدید ارائه شود که مطالب فوق را نقض یا تصحیح نماید، این گروه پژوهشی از آن‌ها استقبال کرده و آماده به‌روزرسانی یافته‌های خود خواهد بود. هدف، تنها حفظ و احیای حقیقت تاریخی و شفاف‌سازی ریشه‌ها و نسبت‌هاست، نه تحمیل روایت خاصی.
- بررسی تحولات سیاسی و اجتماعی منطقه چاغی در طی ۱۲۰۰ سال گذشته*

چکیده:
منطقه چاغی، واقع در شمال‌غربی ایالت بلوچستان پاکستان، باوجود موقعیت ژئواستراتژیک و منابع طبیعی غنی، از گذشته تاکنون نقشی برجسته در تحولات سیاسی، اجتماعی و قومی جنوب‌غرب آسیا ایفا کرده است. این مقاله با تمرکز بر تأسیس حکومت شیث لجه‌ در قرن سوم هجری قمری، به بررسی سیر تاریخی منطقه از دوران بنیان‌گذاری تا تغییرات ساختاری حکومت خان‌قلات و تحولات قبیله‌ای تا عصر حاضر می‌پردازد. همچنین به عوامل شکل‌گیری اتحادهای قبیله‌ای، جنگ‌ها، مهاجرت‌ها و تأثیرات آن‌ها بر ساختار اجتماعی منطقه پرداخته می‌شود.
سیری در اسناد
.......... ظاهراً این سوال پیش می‌آید که چرا تعداد زیادی از اسناد محور اصلی‌شان بیان جریان بدوخان و صدوخان است ؟
1ـ در آن زمان نه دستگاه چاپ بوده و نه سواد کافی و هر زمان فیصله ای انجام می گرفت کاتب حکومتی آن را ثبت می کرد لذا به خاطر اینکه مالکان زمین در مناطق بسیار دور از همدیگر زندگی می کردند پس به جای یک کاغذ چندین کاغذ درخواست می کردند و کاتب نیز می نوشت و به دست هر کدام می داد.
۲ـ این احتمال نیز قوی است که سر هر چند وقت بنابر تحولات سیاسی حاکم جدیدی در منطقه پا به عرصه حکومت می‌گذاشت و مسلما در چنین شرایطی هر کس برای اراضی و سرمایه‌اش احساس خطر کرده و جهت حفظ آن‌ها اقدامات لازم را انجام می‌دهد و خاندان لجه‌ای بدوزهی نیز جهت حفظ اراضی خود اسناد خود را ارایه می‌دادند تا کسی در آن‌ها تصرف نکند. زیرا هر حاکم جدیدی که حکومت را به دست می‌گرفت زمین های غیر شخصی را تصرف می کرد سپس جهت تامین هزینه‌های دولت در آنجا تاسیساتی انجام می‌داد یا به افراد حکومت واگذار می‌کرد یا اجاره می‌داد و سندی که از جانب حکومت قبلی صادر شده بود را باطل اعلان می‌کرد و چون زمین‌های این خاندان خیلی زیاد بودند و بخش بسیار بزرگی از آن‌ها غیر آباد بودند چنانکه تا امروز نیز غیر آباد هستند پس از ترس اینکه از دست نروند اقدام به گرفتن سند جدید می‌کردند و سند پادشاه قبلی را نزد خود بایگانی می‌کردند.
.........
اجداد لجه‌ای بدوزهی به خاطر اثبات مالکیت زمین‌ها نسل در نسل اقدام به نگهداری اسناد کرده‌اند؛ لیکن بااین‌وجود اسناد به صورت پراکنده در جاهای مختلف و مناطق مختلف بایگانی شده بودند. تنها موردی که از آن‌ها بهره‌ای می‌بردند جلسات دادگاهی و ریش سفیدی بود که جهت رفع نزاع در مورد زمین‌های آبا و اجدادی که آبا و اجدادشان به خاطر وصلت به طوایف دیگر در اختیارشان گذاشته بودند به دادگاه و ریش‌سفیدان ارایه می‌کردند و متاسفانه در اختیار دیگران هم قرار نمی‌دادند؛ ولی چون جلسات متعددی منعقد گردیده بود در نتیجه، این اسناد به دست دیگران نیز افتادند.
اهمیت اسناد و ارزش آن‌ها
یکی از انگیزه‌های تحلیل و بازنویسی اسناد همانگونه که بیان گردید این است که ابتدا اسناد مذکور فقط جهت رفع نزاع به دادگاه آورده می‌شدند و در اختیار دیگران گذاشته نمی‌شدند تا اینکه به خاطر جلسات متعدد به دست عموم مردم رسیدند. بعد از قرار گرفتن در اختیار مردم باز هم کسی به آن‌ها اهمیتی نمی‌داد و ممکن است علت عدم توجه به آن‌ها ناخوانا بودن‌شان باشد یا به این خاطر که به خاندان خود پژوهش‌گران ربط نداشته‌اند و این امکان نیز وجود دارد که نسبت به قابل اعتبار یا فاقد‌الاعتبار بودن‌شان تردید داشته‌اند که این خودش یک امر طبیعی است.
گروه تحقیقاتی ما نیز ابتدا هیچ تمایلی به فعالیت در این زمینه نشان نمی‌داد؛ ولی تنها چیزی که باعث ذره‌ای رغبت به این کار شد این بود که محور اصلی اسناد موجود بیان تاریخ خاندان لجه‌ای بدوزهی بود.
به‌هرحال، باوجود اندک رغبتی که برای این کار داشتند باز دوباره ناخوانا بودن اسناد مانع از انجام گرفتن این کار می‌شد تا اینکه یک روز بازنویسی دو سند در کتابی با نام سلسله انساب بلوچ تالیف مرتضی سارانی که مورد تایید مصنفش قرار گرفته بود به چشم یکی از اعضای گروه خورد که باعث انگیزه شده و آن‌ها را وادار به جدیت در تحقیقات کرد. دیری نگذشت که ارتباط‌شان با تاریخ‌دانان، به‌ویژه با دکتر فاروق بلوچ شروع شد. بعد از تبادل نظر و مشوره با دکتر فاروق ایشان تاکید کردند تا اسناد بازنویسی شده و در اختیار عموم قرار بگیرند. و در ضمن، این اسناد را به عنوان سرمایه‌های قوم بلوچ نیز تعبیر کردند.
خلاصه، بعد از جریانات مذکور کار بازنویسی اسناد شروع شد و تا مدت زیادی نیز ادامه یافت؛ البته مراحل زیر در آن طی شد:
۱ـ ابتدا اسنادی مورد بازنویسی قرار گرفتند که به ظاهر از اعتبار بالاتری برخوردار بودند؛
۲ـ اسناد، شماره‌گذاری‌ شده و طبق شماره مورد پژوهش قرار گرفتند؛
۳ـ بعضی کلمات ناخوانا را هر یک از افراد مطابق با برداشت خود نوشته و با دیگران به اشتراک می‌گذاشت تا با درکنار هم قرار دادن‌شان بهتر بتوانیم اصل کلمه را دربیاوریم؛
۴ـ تاریخ روی سند را مورد بررسی قرار دادیم؛ البته ناگفته نماند در این بخش با اشکالاتی مواجه شدیم که در ذیل به بیان آن اشکالات و جواب‌شان می‌پردازیم:
اشکال اول
یک سند دارای چندین مهر و متعلق به پادشاهان مختلف با ادوار مختلف بود که این خودش سوال‌برانگیز بود.
جواب
بعد از تحقیق و بررسی دریافتیم که سند مربوط به یک پادشاه و در زمان همان نوشته شده است؛ البته مهرهای بعدی فقط جهت تایید نوشته‌های قبلی است؛ ولی بااین‌وجود در بعضی اسناد مسأله برعکس بود؛ به‌ویژه اسنادی که هم تاریخ محمود غزنوی بر آن درج شده بود؛ هم تاریخ سید بلانوش و هم تاریخی دیگر که بعد از تحقیق و تفحص این نتیجه به دست آمد که اینگونه اسناد بیشتر فیصله‌هایی هستند که در ادوار مختلف و در دربار پادشاهان مختلف صورت گرفته‌اند و اکثریت آن‌ها بر اساس سند محمود غزنوی بوده‌اند؛ یعنی این اسناد شامل فیصله‌هایی هستند که در ادوار بعدی انجام گرفته‌اند و زمانی که دادگاه از آن‌ها درخواست مدرک و سند کرده آن‌ها سند محمود غزنوی را ارایه کرده‌اند؛ البته ناگفته نماند مهر سید بلانوش فقط جهت تایید بر آن زده شده است؛ چنانکه در ادامه توضیحاتی در این زمینه بیان خواهیم کرد.
اشکال دوم
در بسیاری اسناد، تاریخ سال 986 درج شده بود و زمانی که تاریخ و مهر پادشاهی که نامش در سند درج شده را با تاریخ مذکور تطبیق می‌دادیم تفاوت بسیار زیادی مشاهده می‌شد که این جریان نیز کار را با مشکل مواجه گردانیده بود.
به هرحال، بعد از تحقیق و بررسی اسنادی که مربوط به صد الی دویست سال اخیر می‌باشند در بعضی از آن‌ها نوشته بود: سردار بجارخان با در دست داشتن سند محمود غزنوی که تاریخ 391 و سند خان‌قلات که تاریخ 986 بر آن درج شده بود پیش قاضی مراجعه کرد و درخواست فیصله در مورد اراضی کرد.
بعد از دیدن این عبارت احتمال دادیم این تاریخ مربوط به زمان حکومت خان‌قلات باشد؛ بنابراین شروع به تحقیقات در این مورد کردیم. زمانی که تاریخ حکومت خان‌قلات را مورد بررسی قرار دادیم مشخص گردید تاریخ آن درست است؛ زیرا حکومت خان‌قلات در سال 1512 میلادی مطابق با سال 934 هجری قمری پایه‌گذاری و تا سال 1995 میلادی ادامه یافت و در همین سال نیز منحل گردید.
آخرین بخش از تحقیقات در این زمینه تاریخ میرحسن و سردار بجارخان بود که نیاز به بررسی داشت و زمانی که این امر مورد بررسی قرار گرفت مشخص شد تاریخ آن دو نیز اندکی بعد از پایه‌گذاری حکومت خان‌قلات بوده است.
ویژگی‌های اسناد سال‌های 1200 الی 1400 هجری قمری
اسنادی که مربوط به سال‌های 1200 تا 1400 هجری قمری هستند بیشتر بیانگر حل و فصل‌های مردمی و جلسات ریش‌سفیدی هستند که در رابطه با اختلافات اراضی چاغی میان خاندان لجه‌ای بدوزهی و سایر طوایفی که با آن‌ها وصلت کرده و نسل‌های بعدی‌شان دچار اختلاف شده بودند می‌باشند.
اسناد مذکور در ضمن بیان حل و فصل‌های مردمی و جلسات ریش‌سفیدی، شامل حقایق زیادی از قبیل بیان نسل میرحسن و محدوده زمین‌های فرزندانش در رابطه با خاندان لجه‌ای بدوزهی می‌باشند که محدوده هر یک از بجارخان، باجی، باطیل و سایر فرزندانش را به طور جداگانه مشخص می‌کنند.
سند مربوط به نادرشاه 
سندی که مهر نادرشاه بر آن درج شده است درواقع از روی سند خان‌قلات که در سال 986 هجری قمری صادر شده بود نوشته شده و به ثبت رسیده است. و درواقع همین تاریخ 986 در بسیاری از اسناد، درج شده است که بیانگر اهمیت بسیار زیاد سند می‌باشد.
مضامین موجود در اسناد قدیمی
وقتی اسناد قدیمی را مورد بررسی قرار دادیم به نتایج ذیل دست یافتیم:
۱ـ در بسیاری از اسناد به صراحت بیان شده است خون‌بهای بدوخان به دست میان حیات خان سپرده شد و اسناد دیگری نیز وجود دارند که بیان می‌دارند بدوخان فرزند میان حیات خان است که در نتیجه ثابت می‌کنند در بین بدوخان، میان حیات خان و امیر عبدالشیث فاصله زمانی زیادی وجود ندارد؛
۲ـ سندی که مربوط به محمود غزنوی است در سال 391 هجری قمری صادر شده است؛ در همین سند تاریخ سید بلانوش نیز یافت می‌شود که مربوط به سال 419 هجری قمری بوده و قضیه بدوخان را مورد تأیید قرار می‌دهد و این مطلب بیانگر این است که امیر عبدالشیث با مقداری تفاوت سنی با بلانوش هم‌عصر بوده است؛
۳ـ امیر عبدالشیث و سید بلانوش در چهارمین پشت با هم اشتراک نسب دارند؛
۴ـ سید بلانوش با مقداری تفاوت سنی، با امیر عبدالشیث هم‌عصر بوده و بعد از وفات امیر عبدالشیث تا مدت زیادی در قید حیات بوده است و به همین خاطر جریان تحویل گرفتن اراضی چاغی توسط میان حیات خان در ازای شهادت بدوخان را مورد تایید قرار داده که مهرش بر روی اسناد گواه بر این امر می‌باشد.
به‌هرحال، موارد فوق در اسناد قدیمی ذکر شده‌اند؛ ولی زمانی که سند مربوط به دوران شاه شجاع را مورد بررسی قرار دادیم با این مطلب برخوردیم که بین بدوخان و میان حیات خان چهار نسل فاصله وجود دارد و این امر تقاضا می‌کند بین آن‌ها تقریباً بیش از صد و بیست سال فاصله باشد در حالی که اسناد معتبر کاملاً خلاف آن را ثابت می‌گردانند؛ بنابراین در مورد آن به تحقیق پرداختیم که در نتیجه دریافتیم در این بخش از سلسله نسب اشتباه صورت گرفته و دقیق نوشته نشده است و چون عموماً سلسله‌نسب‌ها سینه به سینه نقل می‌شوند پس غالباً نمی‌توانند دقیق دقیق باشند.
نکته: سند محمود غزنوی صادر شده در سال ۳۹۱ هنوز در اختیار افراد گروه تحقیق قرار نگرفته اما در بسیاری از اسناد از این سند یادشده و قید گردیده است که فیصله‌های انجام گرفته بر اساس همین هستند؛ بنابراین خواهشمندیم اگر کسی به آن دسترسی داشت اطلاع بدهد.

## ریشه‌شناسی
عنوان "لجه‌ای" در اصل صورت دگرگون‌شده‌ی واژه‌ی "لاهیجی" یا "لاهیجانی" است که به نسبت سکونت این خاندان در شهر لاهیجان اطلاق شده است. طبق اسناد تاریخی، این خاندان برای مدتی در لاهیجان ساکن بوده‌اند و سپس به دلایلی نظیر شرکت در جهاد و هجرت نظامی، به سوی بلوچستان (منطقه چاغی) کوچ کرده‌اند. در گویش محلی بلوچ، واژه‌ی "لاهیجانی" به "لجه‌ای" تغییر یافته و در گذر زمان تثبیت شده است.
=